# Capital Group Companies
The Capital Group Companies, Inc. ist eine US-amerikanische Investmentgesellschaft, die sich im Auftrag vieler Kunden an großen Unternehmen beteiligt. Capital Group Companies hat ihren Sitz in Los Angeles (Kalifornien) und beschäftigt nach eigenen Angaben über 7000 Angestellte (Stand Juli 2015) in 20 Büros weltweit und verwaltet ein Vermögen im Wert von 1,6 Billionen US-Dollar (Stichtag: 30. Juni 2017). Im deutschsprachigen Raum ist Capital Group in Zürich und Frankfurt ansässig.
Zu den Tochtergesellschaften gehören: Capital World Investors, Capital Research Global Investors und Capital International Investors. Seit 2013 nicht mehr genutzt werden: Capital International, Capital Guardian, Capital Research and Management, Capital Bank and Trust und American Funds.
In einer 2011 an der ETH Zürich veröffentlichten Studie wurde Capital Group Companies als das zweiteinflussreichste Unternehmen der Weltwirtschaft aufgeführt.
Die Capital Group hält Beteiligungen an einigen großen deutschen Unternehmen wie beispielsweise Deutsche Bank, Bayer AG, SAP AG, Siemens AG, Volkswagen AG, Infineon Technologies AG, Axel Springer SE, sowie international an Geberit AG (Schweiz), Emmi AG (Schweiz) Telekom Austria Group (Österreich) Goldman Sachs (USA), BYD Co LTD. (China), International Airlines Group (IAG), Royal Dutch Shell (Niederlande) und weiteren Unternehmen.
Im Februar 2020 wurde bekannt gegeben, dass Capital Group mit 64 Millionen Aktien, rund 3,1 Prozent der Anteile, bei der Deutschen Bank eingestiegen ist.
Carl M. Kawaja von der Investmentgesellschaft Capital Group managt unter anderem auch den 160,34 Milliarden US-Dollar (2017)  schweren Investmentfonds American Funds, EuroPacific Growth Fund (AEPGX).